# Conus luciae
Conus luciae é uma espécie de gastrópode do gênero Conus, pertencente à família Conidae.